# Гриневичі (Логойський район)
Гриневичі — (біл. вёска Гріневічы), село (веска) в складі Логойського району розташоване в Мінській області Білорусі, підпорядковане Крайській сільській раді.
Село Гриневичі розташоване в центральних районах Білорусі, у північній частині Мінської області - орієнтовне розташування [Архівовано 23 червня 2007 у Wayback Machine.].